# Robert L. Simpson
Pour les articles homonymes, voir Simpson et Robert Simpson.
Robert L. Simpson (souvent crédité Robert Simpson), né le 31 juillet 1910 à Saint-Louis (Missouri), mort en  juin 1977 à San Bernardino (Californie), est un monteur américain, membre de l'ACE.

## Biographie
Hormis Le Pacte d'Henry King (1936) où il apparaît comme acteur — un petit rôle non crédité —, Robert L. Simpson est principalement monteur, sur quatre-vingt-seize films américains sortis entre 1935 (Le Gai Mensonge de William Wyler, avec Francis Lederer et Frances Dee) et 1973 (le western Les Cordes de la potence d'Andrew V. McLaglen — leur sixième collaboration —, avec John Wayne et George Kennedy).
Parmi les autres réalisateurs avec lesquels il travaille, citons John Ford (trois films, dont Les Raisins de la colère en 1940, avec Henry Fonda et Jane Darwell), Henry Hathaway (trois films, dont L'Attaque de la malle-poste en 1951, avec Tyrone Power et Susan Hayward), Sidney Lanfield (sept films, dont Le Chien des Baskerville en 1939, avec Basil Rathbone et Nigel Bruce), George Seaton (huit films, dont Le Miracle de la 34e rue en 1947, avec Maureen O'Hara et John Payne), ou encore Walter Lang (dix films, dont Le Roi et moi en 1956, avec Deborah Kerr et Yul Brynner).
Les Raisins de la colère pré-cité lui vaut en 1941 une nomination à l'Oscar du meilleur montage.
Pour la télévision, Robert L. Simpson contribue à deux séries, Hong Kong (un épisode, 1960) et Daniel Boone (trois épisodes, 1966).

## Filmographie partielle

### Au cinéma
- 1935 : Le Gai Mensonge (The Gay Deception) de William Wyler
- 1936 : Suivez votre cœur (Follow Your Heart) de Aubrey Scotto
- 1936 : Her Master's Voice de Joseph Santley
- 1936 : Le Pacte (Lloyd's of London) de Henry King
- 1936 : Tourbillon blanc (One in a Million) de Sidney Lanfield
- 1936 : The President's Mystery de Phil Rosen
- 1936 : Empreintes digitales (Big Brown Eyes) de Raoul Walsh
- 1937 : Le Prince X (Thin Ice) de Sidney Lanfield
- 1938 : Monsieur tout-le-monde (Thanks for Everything) de William A. Seiter
- 1938 : Patrouille en mer (Submarine Patrol) de John Ford
- 1938 : Josette et compagnie (Josette) de Allan Dwan
- 1938 : Adieu pour toujours (Always Goodbye) de Sidney Lanfield
- 1939 : Sur la piste des Mohawks (Drums Along the Mohawks) de John Ford
- 1939 : Le Chien des Baskerville (The Hound of Baskervilles) de Sidney Lanfield
- 1940 : La Rançon de la gloire (Star Dust) de Walter Lang
- 1940 : The Man I Married de Irving Pichel
- 1940 : Les Raisins de la colère (The Grapes of Wrath) de John Ford
- 1941 : The Great American Broadcast de Archie Mayo
- 1941 : Qui a tué Vicky Lynn ? (I Wake Up Screaming) de H. Bruce Humberstone
- 1941 : Les Trappeurs de l'Hudson (Hudson's Bay) de Irving Pichel
- 1941 : La Reine des rebelles (Belle Starr ou Belle Starr, the Bandit Queen) de Irving Cummings
- 1942 : Filles des îles (Song of the Islands) de Walter Lang
- 1942 : Swing au cœur (Footlight Serenade) de Gregory Ratoff
- 1942 : Mon amie Sally (My Gal Sal) de Irving Cummings
- 1942 : Ivresse de printemps (Springtime in the Rockies) de Irving Cummings
- 1943 : L'Île aux plaisirs (Coney Island) de Walter Lang
- 1943 : Claudia de Edmund Goulding
- 1943 : Rosie l'endiablée (Sweet Rosie O'Grady) de Irving Cummings
- 1944 : Pin Up Girl de H. Bruce Humberstone
- 1944 : Quand l’amour manœuvre (Something for the Boys) de Lewis Seiler
- 1945 : Broadway en folie (Diamond Horseshoe) de George Seaton
- 1946 : Voulez-vous m'aimer ? (Do You Love Me) de Gregory Ratoff
- 1946 : Claudia et David de Walter Lang
- 1947 : L'Extravagante Miss Pilgrim (The Shocking Miss Pilgrim) de George Seaton
- 1947 : L'Amour au trot (The Homestretch) de H. Bruce Humberstone
- 1947 : Le Miracle sur la 34e rue (Miracle on 34th Street) de George Seaton
- 1948 : Massacre à Furnace Creek (Fury at Furnace Creek) de H. Bruce Humberstone
- 1948 : L'Amour sous les toits (Apartment for Peggy) de George Seaton
- 1949 : La Furie des tropiques (Slattery's Hurricane) de André De Toth
- 1949 : Le Débrouillard (Chicken Every Sunday) de George Seaton
- 1950 : Guérillas (American Guerrilla in the Philippines) de Fritz Lang
- 1950 : On va se faire sonner les cloches (For Heaven's Sake) de George Seaton
- 1950 : La Rue de la gaieté (Wabash Avenue) de Henry Koster
- 1950 : La Ville écartelée (The Big Lift) de George Seaton
- 1951 : Rendez-moi ma femme (As Young as You Feel) de Harmon Jones
- 1951 : Agence Cupidon (The Model and the Marriage Broker) de George Cukor
- 1951 : Vendeur pour dames (I Can Get It for You Wholesale) de Michael Gordon
- 1951 : L'Attaque de la malle-poste (Rawhide) de Henry Hathaway
- 1952 : Seules les femmes savent mentir (My Wife's Best Friend) de Richard Sale
- 1952 : The Pride of St. Louis de Harmon Jones
- 1953 : Appelez-moi Madame (Call Me Madam) de Walter Lang
- 1953 : Adorable Voisine (The Girl Next Door) de Richard Sale
- 1953 : Le Trésor du Guatemala (The Treasure of the Golden Condor) de Delmer Daves
- 1953 : La Piste fatale (Inferno) de Roy Ward Baker
- 1954 : Prince Vaillant (Prince Valiant) de Henry Hathaway
- 1954 : La Joyeuse Parade (There's No Business Like Show Business) de Walter Lang
- 1955 : Le Train du dernier retour (The View from Pompey's Head) de Philip Dunne
- 1955 : Le Seigneur de l'aventure (The Virgin Queen) de Henry Koster
- 1955 : Au service des hommes (A Man Called Peter) de Henry Koster
- 1956 : Le Roi et moi (The King and I) de Walter Lang
- 1957 : Jesse James, le brigand bien-aimé (The True Story of Jesse James) de Nicholas Ray
- 1957 : Une femme de tête (Desk Set) de Walter Lang
- 1957 : Embrasse-la pour moi (Kiss Them for Me) de Stanley Donen
- 1958 : South Pacific de Joshua Logan
- 1958 : Mardi Gras (titre original) de Edmund Goulding
- 1959 : Rien n'est trop beau (The Best of Everything) de Jean Negulesco
- 1959 : La Ferme des hommes brûlés (Woman Obsessed) de Henry Hathaway
- 1960 : Can-Can de Walter Lang
- 1960 : Une seconde jeunesse (High Time) de Blake Edwards
- 1961 : Marines, en avant ! (Marines, Let's Go!) de Raoul Walsh
- 1961 : Sanctuaire (Sanctuary) de Tony Richardson
- 1962 : Les Liaisons coupables (The Chapman Report) de George Cukor
- 1963 : Pousse-toi, chérie (Move Over, Darling) de Michael Gordon
- 1963 : Les Loups et l'Agneau (The Stripper) de Franklin J. Schaffner
- 1964 : Le Crash mystérieux (Fate Is the Hunter) de Ralph Nelson
- 1965 : La Récompense (The Reward) de Serge Bourguignon
- 1967 : Opération Caprice (Caprice) de Frank Tashlin
- 1968 : Le Détective (The Detective) de Gordon Douglas
- 1969 : Les Géants de l'Ouest (The Undefeated) de Andrew V. McLaglen
- 1969 : Les Cent Fusils (100 Rifles) de Tom Gries
- 1970 : Chisum de Andrew V. McLaglen
- 1971 : Le Dernier Train pour Frisco (One More Train to Rob) de Andrew V. McLaglen
- 1971 : Rio Verde (Something Big) de Andrew V. McLaglen
- 1973 : Les Cordes de la potence (Cahill United States Marshal) de Andrew V. McLaglen

### À la télévision (intégrale)
(séries)
- 1960 : Hong Kong
  - Saison unique, épisode 7 Blind Bargain de Christian Nyby
- 1966 : Daniel Boone
  - Saison 2, épisode 22 The Fifth Man de George Sherman, épisode 26 The Trap de Gerd Oswald et épisode 29 The High Cumberland (Part I) de George Sherman

## Distinction
- 1941 : Nomination à l'Oscar du meilleur montage, pour Les Raisins de la colère.